# Michael Bergin
Pour les articles homonymes, voir Bergin.
 (avril 2016).
Si vous disposez d'ouvrages ou d'articles de référence ou si vous connaissez des sites web de qualité traitant du thème abordé ici, merci de compléter l'article en donnant les références utiles à sa vérifiabilité et en les liant à la section « Notes et références ».
Michael Bergin né Michael John Bergin le 19 mars 1969 à Waterbury, Connecticut (États-Unis) est un acteur et mannequin américain. 

## Biographie
Il est connu dans son rôle de JD "Jack Darius" dans Alerte à Malibu et Alerte Hawaï. Il défile pour les couturiers Calvin Klein et Underwear. 
Il a été en couple avec sa partenaire dans Alerte à Hawaï Stacy Kamano. 
Il est marié depuis 2004 à Joy Tilk. Ils ont 2 enfants ensemble, Jesse Bergin (1999) et Allanah Jade Bergin (2004).

## Filmographie
- 1995 : Central Park West (TV) : Brad
- 1996 : La Propriétaire (The Proprietor) d'Ismail Merchant : Bobby
- 1997 - 2001 : Alerte à Malibu (Baywatch) : Jack « J.D. » Darius (saisons 8 à 11)
- 2002 : Charmed (TV) : démon charmant
- 2002 : Les Experts : Miami (TV) : Thomas Carpenter
- 2004 : Division d'élite (TV)

### Téléfilms
- 1995 : Alerte à Malibu : Croisière à haut risque (White Thunder at Glacier Bay) : Jack « J.D. » Darius
- 2003 : Alerte à Malibu : Mariage à Hawaï (Baywatch: Hawaiian Wedding) : Jack « J.D. » Darius
- 2005 : Une famille pour Charlie (Family Plan) : Marcus
- 2005 : Vengeance de femme (Fatal Reunion) : Marcus Declan
- 2011 : Les 12 vœux de Noël (12 Wishes of Christmas) : Morgan
- 2016 : Les doutes de Scarlett (His Double Life) : David Thomas
- 2016 : Un mari en cadeau de Noël (A Husband for Christmas) : David